# Nedal Abu Tabaq

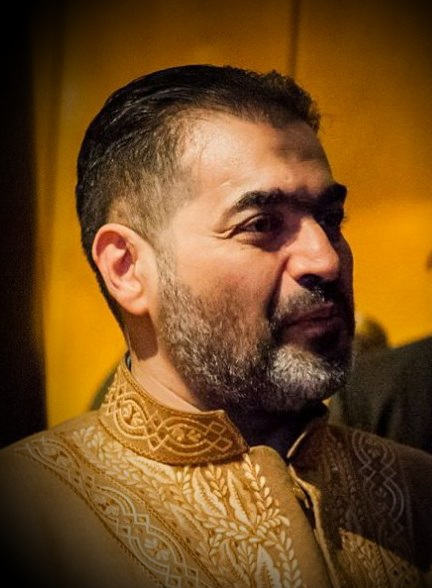
Nedal Abu Tabaq - mufti Ligi Muzułmańskiej w Rzeczypospolitej Polskiej 2008-2020

Nedal Abu Tabaq (ur. 14 stycznia 1971 w Al-Chafdżi, zm. 29 listopada 2020 w Lublinie) – polski lekarz i duchowny muzułmański pochodzenia palestyńskiego, mufti Ligi Muzułmańskiej w Rzeczypospolitej Polskiej, stały mediator sądowy przy Sądzie Okręgowym w Lublinie.

## Życiorys
Przed urodzeniem Nedala jego rodzice emigrowali z Palestyny do Arabii Saudyjskiej, gdzie przyszedł na świat, a następnie do Kuwejtu, gdzie uczęszczał do szkoły średniej. W 1988 wyjechał w ramach stypendium do Polski, by podjąć studia na Akademii Medycznej w Lublinie (obecnie Uniwersytet Medyczny w Lublinie). Tytuł lekarza uzyskał w 1997. W trakcie studiów angażował się w działania na rzecz integracji środowiska studentów muzułmańskich w Lublinie, był założycielem Stowarzyszenia Studentów Muzułmańskich. W 2004 po ukończeniu studiów teologiczno-prawniczych we Francji uzyskał tytuł specjalisty prawa szariatu. Pełnił funkcję imama Islamskiego Centrum Kultury w Lublinie oraz muftiego i przewodniczącego Rady Imamów przy Lidze Muzułmańskiej RP oraz zastępcy przewodniczącego Rady Naczelnej Ligi Muzułmańskiej w RP. Od 2016 był przewodniczącym Muzułmańskiego Stowarzyszenia Kształcenia Kulturalnego. Aktywnie brał udział w dialogu międzykulturowym i międzyreligijnym. Odpowiadał za korektę merytoryczną tłumaczenia hadisów al-Buchariego.